# Повислик звичайний
{{#ifeq:0|0|{{#if:Hypecoum pendulum|{{#if:|[[]}}|[[]]}}}}
Повислик звичайний (Hypecoum pendulum) — вид квіткових рослин з родини макових (Papaveraceae).

## Опис
Однорічна рослина. Стебла від висхідних до прямовисних, до 30 см заввишки. Листки перисто-розсічені, сегменти лінійно-щетинчасті. Чашолистки яйцеподібні. Пелюстки блідо-жовті, дві зовнішні пелюстки цільні, овально-ромбоподібні. Плід пониклий тримається на короткій, відігнутій плодоніжці, прямий, загострений на верхівці, слабо смугований.

## Поширення
Росте на півдні Європи, на півночі Африки, західній і центральній Азії; інтродукований до Австралії, Бельгії, Німеччини.
В Україні вид росте на сухих схилах, у посівах — Криму, спорадично; знайдено в ок. Одеси.